# Jüdischer Friedhof (Storoschynez)

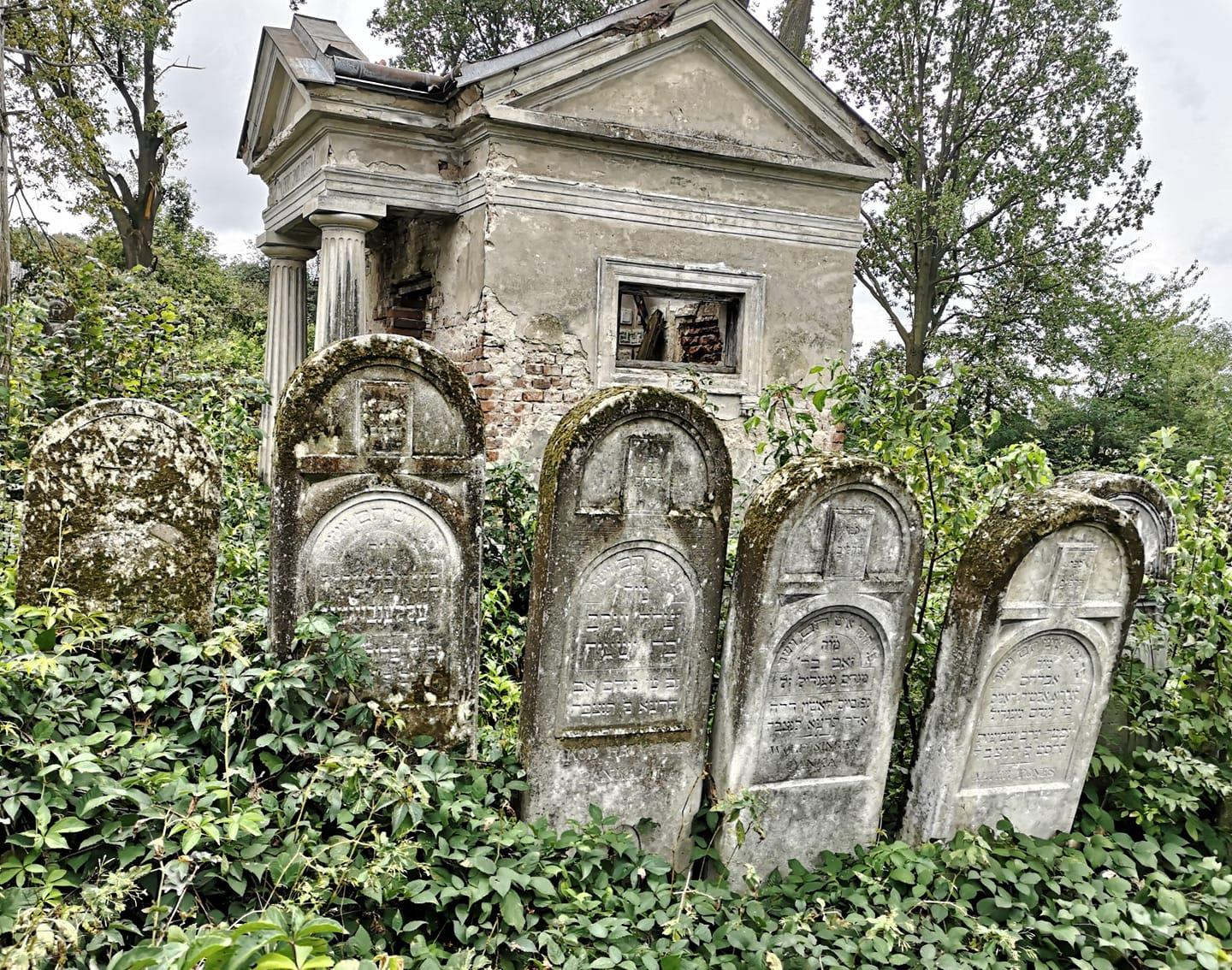
Jüdischer Friedhof Storoschynez (2019)

Der Jüdische Friedhof Storoschynez liegt in Storoschynez, einer Stadt in der Oblast Tscherniwzi im Westen der Ukraine. Auf dem jüdischen Friedhof sind gut erhaltene Grabsteine vorhanden.